# Jeroen Boere
Jeroen Boere (født 18. november 1967, død 16. august 2007) var en hollandsk fodboldspiller.